# Jo'el Sirkis
Jo'el ben Šmu'el Sirkis (יואל בן שמואל סירקיש‎) také známý jako Bach - ב״ח‎ což je akronym jeho nejznámějšího díla Bajit chadaš (1561 Lublin - 1640 Krakov) byl polský rabín, spisovatel píšící hebrejsky a jeden z nejčelnějších středoevropských halachistů 16. století. Působil zejména v Belzu, Brestu a Krakově.

## Životopis

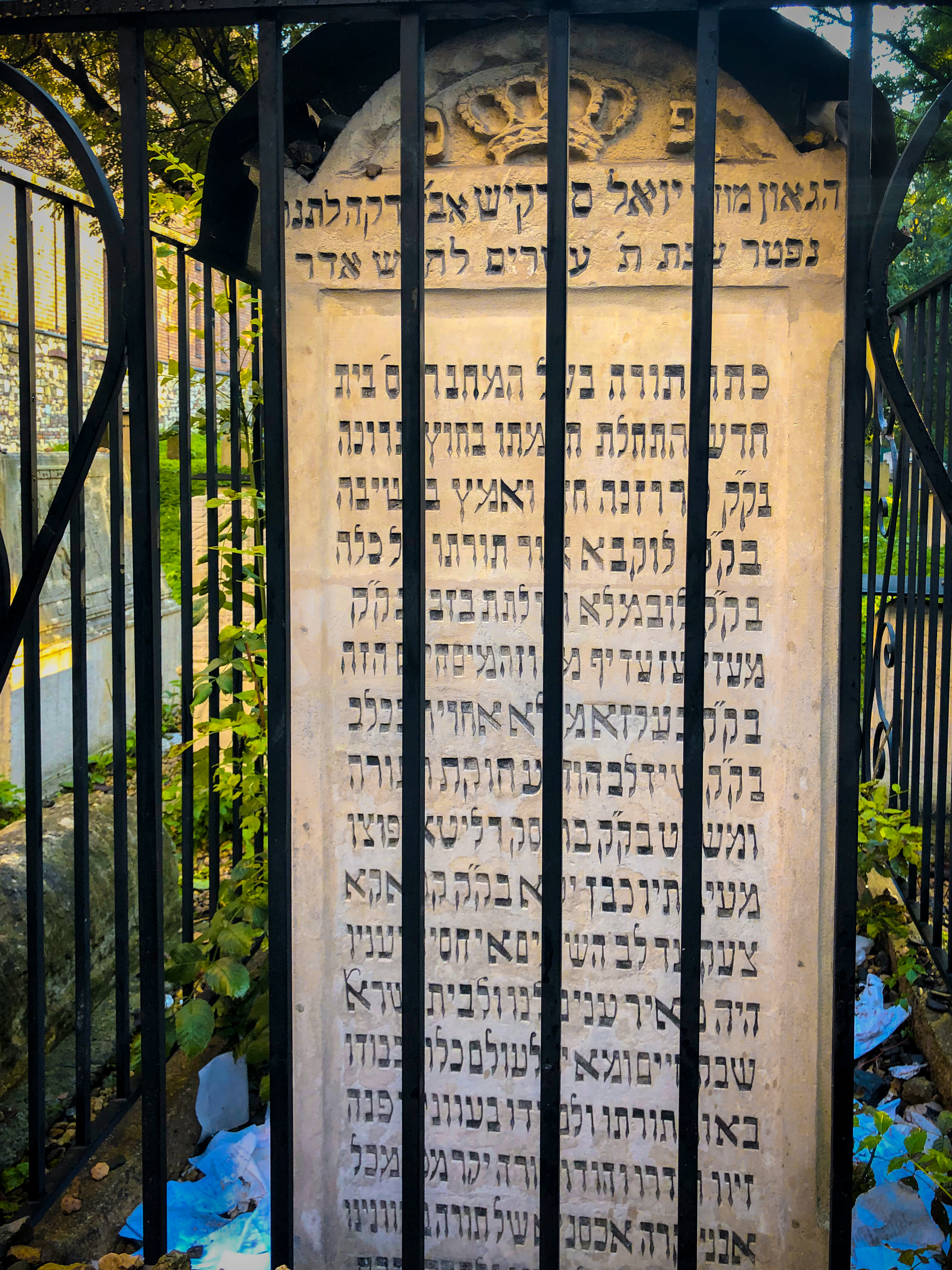
Náhrobek Jo'ela Sirkise ("BaCH"a) v Krakově

Narodil v Lublinu v roce 1561. Ve věku 14 let odešel na ješivu vedenou rabínem Naftalim Cvi Hirsch Schorem, studentem rabína Moše Isserlese. Poté se přesunul do Brest-Litovska, kde navštěvoval ješivu rabína Phoeba.
Ačkoliv byl velmi mladý, dostal nabídku působit jako rabín v Pružanech, města nedaleko Slonima. Po vypršení mandátu působil jako rabín ve městech Łuków, Lublin, Medžybiž, Belz, Szydlowka, Brest a nakonec dožil v Krakově, kde je i pochován na starém židovském hřbitově Remu.
Byl zastáncem kabaly a oponentem pilpulu. Kritizoval ty, kteří se spoléhali na Šulchan aruch, na halachické rozhodnutí, spíše než na talmud a geonim. Byl tchánem rabína Davida ha-Leviho Segala, který na něj často odkazuje ve svém komentáři k Šulchan aruchu nazvaném Turej zahav. Zemřel v Krakově v roce 1640.